# Dolores
|  | Aquest article tracta sobre el municipi valencià. Per la ciutat de l'Uruguai vegeu Dolores |

Dolores és una vila i municipi situat a la part més baixa de la comarca del Baix Segura, al País Valencià. Pertany a la zona de predomini lingüístic castellà i el gentilici dels seus habitants és dolorenc. La població, segons cens de 2012, és de 7.362 habitants.

## Història
El poble va sorgir el 1732 arran del projecte de les Pies Fundacions, com a nucli principal de les terres pantanoses que Felip V, mitjançant compra de terrenys a Oriola i Guardamar del Segura, havia concedit al polèmic cardenal Belluga en agraïment pels serveis prestats en la Guerra de Successió, i que el cardenal de Múrcia-Cartagena va drenar i transformar en terres productives; fet que donà lloc a la creació de Dolores (aleshores conegut com La Majada), Sant Fulgenci i Sant Felip Neri (Crevillent).
Les noves terres foren repoblades donant als nous colons tota mena de privilegis, incloent el d'exempció de penes; segons Reial Cèdula de 13 de setembre de 1724 i les rendes obtingudes foren destinades a les Pies Fudancions que el bisbe mantenia en el veí regne murcià; amb la desamortització passà a propietat dels Villamanuel i Cheles els quals mantingueren part dels privilegis de Les Pies Fundacions.
En estar situada en una zona que abans era pantanosa l'ha fet patir les riuades del Segura malgrat de trobar-se allunyada del seu llit, en especial les de 1879, 1946, 1948, 1973 i 1987.

## Economia
L'economia és purament agrícola amb predomini del regadiu sobre el secà i dels productes d'horta sobre els fruiters. La superfície del terme és de 18,25 km², salpicats de cases d'horta i finques d'esbarjo. L'únic patrimoni artístic ressenyable són les imatges de Salzillo i les talles de Roc López, que es conserven en l'església neoclàssica de Nostra Senyora dels Dolors.

## Demografia
Segons les dades estadístiques, la població de la vila arribava en 1900 a la xifra de 2.241 habitants. Durant la primera meitat del segle xx Dolores va experimentar un notable increment demogràfic, aconseguint en 1960 la xifra de 6.017 habitants, a partir d'aquesta dècada la població ve creixent de manera lenta però sostinguda fins als 7.313 habitants comptabilitzats en el padró del 2008.
En el padró del 2008 hi havia comptabilitzats 1.257 residents d'origen estranger, dels quals 494 eren del Regne Unit i 373 de Marroc (les dues nacionalitats principals). El percentatge de població estrangera en el 2008 era del 17,2% de la població total, menor que en la resta de la Vega Baixa, però superior a la mitjana per al conjunt d'Espanya.
| 645 | 694 | 2.957 | 5.395 | 5.450 | 5.982 | 5.770 | 6.308 | 6.786 | 7.427 | 7.314 |

## Política i govern

### Composició de la Corporació Municipal
El Ple de l'Ajuntament està format per 13 regidors. En les eleccions municipals de 26 de maig de 2019 foren elegits 8 regidors del Partit Socialista del País Valencià (PSPV-PSOE), 3 del Partit Popular (PP) i 2 de Ciutadans - Partit de la Ciutadania (Cs).
| Eleccions municipals de 26 de maig de 2019 - Dolores                                                                       |                                          |                                     |                                     |        |          |          |
| Candidatura | Candidatura                              | Candidatura                         | Cap de llista                       | Vots   | Vots     | Regidors |
| | Partit Socialista del País Valencià-PSOE |                                     | José Joaquín Hernández Sáez         | 2.145  | 57,51%   | 8 ()     |
| | Partit Popular                           |                                     | Manuel Ramón Simón Martínez         | 1.017  | 27,27%   | 3 ()     |
| | Ciutadans - Partit de la Ciutadania      |                                     | Antonio Bascuñana Giménez           | 541    | 14,50%   | 2 (+1)   |
| | Vots en blanc                            |                                     |                                     | 27     | 0,72%    |          |
| Total vots vàlids i regidors                                                                                               | Total vots vàlids i regidors             | Total vots vàlids i regidors        | Total vots vàlids i regidors        | 3.730  | 100 %    | 13       |
| | Vots nuls                                | Vots nuls                           | Vots nuls                           | 45     | 1,19%    |          |
| Participació (vots vàlids més nuls)                                                                                        | Participació (vots vàlids més nuls)      | Participació (vots vàlids més nuls) | Participació (vots vàlids més nuls) | 3.775  | 73,17%** |          |
| Abstenció | Abstenció                                | Abstenció                           | Abstenció                           | 1.884* | 26,83%** |          |
| Total cens electoral | Total cens electoral                     | Total cens electoral                | Total cens electoral                | 5.159* | 100 %**  |          |
| Alcalde: José Joaquín Hernández Sáez (PSPV) (15/06/2019) Per majoria absoluta dels vots dels regidors (8 vots de PSPV)     |                                          |                                     |                                     |        |          |          |
| Fonts: JEC, JEZ Elx, M. Interior, Periòdic Ara. (* No són vots sinó electors. ** Percentatge respecte del cens electoral.) |                                          |                                     |                                     |        |          |          |

### Alcaldes
Des de 2014 l'alcalde de Dolores és Joaquín Hernández Sáez del PSPV.
| Període                       | Alcalde o alcaldessa                                                             | Partit polític | Data de possessió                | Observacions                       |
| ----------------------------- | -------------------------------------------------------------------------------- | -------------- | -------------------------------- | ---------------------------------- |
| 1979–1983                     | José Joaquín Hernández Ruiz                                                      | PSPV-PSOE      | 19/04/1979                       | --                                 |
| 1983–1987                     | José Joaquín Hernández Ruiz                                                      | PSPV-PSOE      | 28/05/1983                       | --                                 |
| 1987–1991                     | José Joaquín Hernández Ruiz                                                      | PSPV-PSOE      | 30/06/1987                       | --                                 |
| 1991–1995                     | José Joaquín Hernández Ruiz                                                      | PSPV-PSOE      | 15/06/1991                       | --                                 |
| 1995–1999                     | José Joaquín Hernández Ruiz Jesús Pascual Rodríguez Rocamora Antonio Ruiz Meroño | PSPV-PSOE PP   | 17/06/1995 14/08/1996 26/08/1996 | Dimissió/renúncia ?? --            |
| 1999–2003                     | Antonio Ruiz Meroño Gabriel Gascón Abadía                                        | PP             | 03/07/1999 13/04/2000            | Dimissió/renúncia --               |
| 2003–2007                     | Pablo Saura Gómez Gabriel Gascón Abadía                                          | Re GM PP       | 14/06/2003 17/02/2004 05/08/2004 | Canvi de grup Dimissió/renúncia -- |
| 2007–2011                     | Gabriel Gascón Abadía                                                            | PP             | 16/06/2007                       | --                                 |
| 2011–2015                     | Gabriel Gascón Abadía José Joaquín Hernández Sáez                                | PP PSPV-PSOE   | 11/06/2011 29/04/2014            | Moció de censura --                |
| 2015–2019                     | José Joaquín Hernández Sáez                                                      | PSPV-PSOE      | 13/06/2015                       | --                                 |
| 2019-2023                     | José Joaquín Hernández Sáez                                                      | PSPV-PSOE      | 15/06/2019                       | --                                 |
| Des de 2023                   | José Joaquín Hernández Sáez                                                      | PSPV-PSOE      | 17/06/2023                       | --                                 |
| Fonts: Generalitat Valenciana |                                                                                  |                |                                  |                                    |